# Слово (рассказ)
«Слово» — рассказ Владимира Набокова, относящийся к русскому периоду его творчества. Был опубликован (под псевдонимом В. Сирин) в 1923 году.

## Сюжет и история текста
Повествование в рассказе ведётся от первого лица. Главный герой приходит в себя в раю, долго пытается обратить на себя внимание ангелов, потом начинает рассказывать одному из них о своей родине. Тот говорит ему в ответ единственное слово, наполняющее героя восторгом. Рассказчик выкрикивает это слово, потом приходит в себя и пытается вспомнить, что именно кричал.
«Слово» было написано в формате святочного рассказа (возможно, под влиянием Диккенса) и увидело свет 7 января 1923 года, на православное Рождество, в русской эмигрантской газете «Руль», выходившей в Берлине. Сам Набоков впоследствии утверждал, что начал публиковать прозу только в 1924 году, и не вспоминал о своих первых рассказах.
По мнению биографа Набокова Брайана Бойда, автор «слишком прямо рисует здесь столкновение человека с потусторонностью», как и в своём первом рассказе «Нежить» (тоже опубликованном на Рождество). Возможно, рассказ был написан под влиянием Эдгара По.